# Torda vármegye

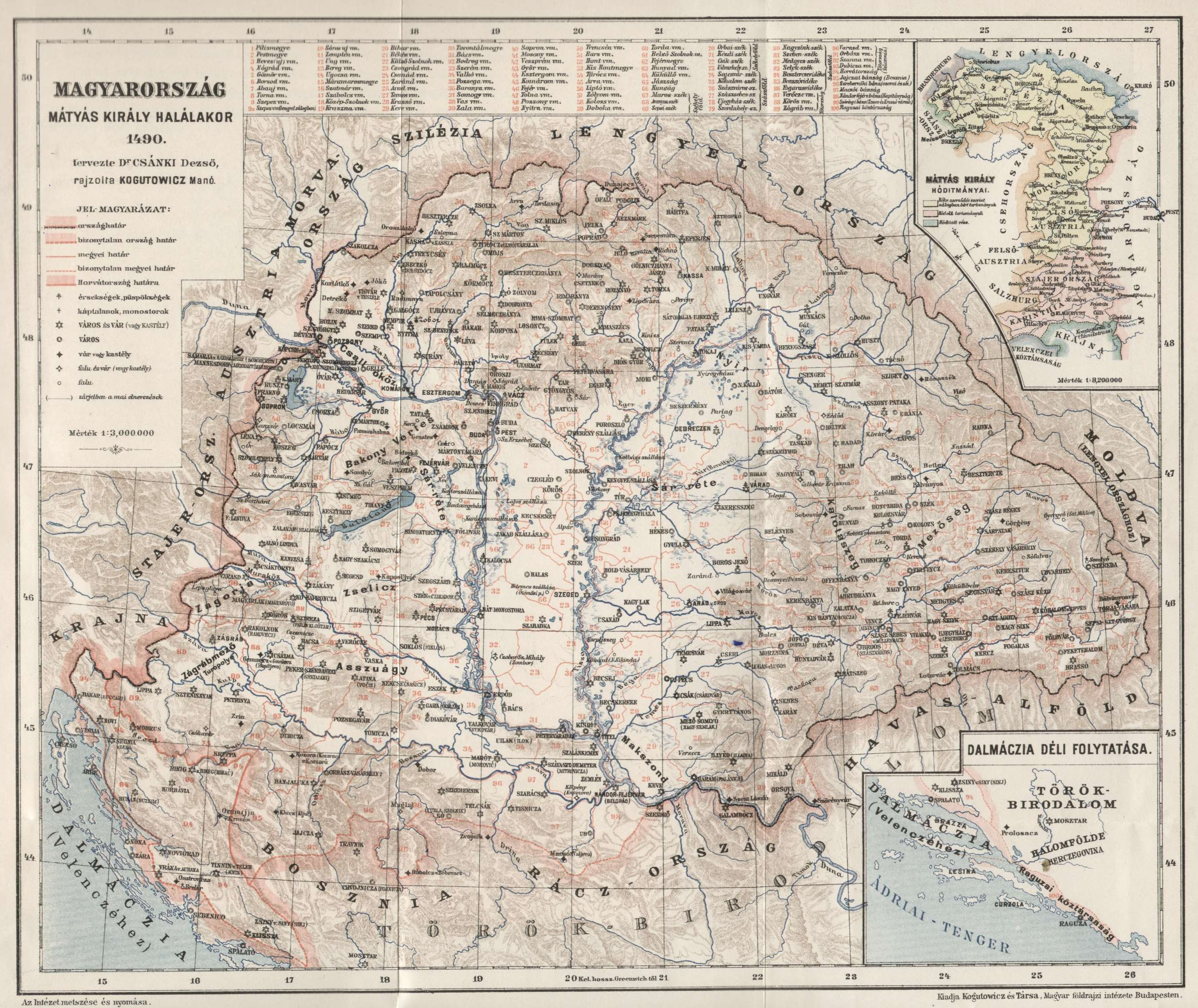
Csánki Dezső–Kogutowicz Manó: Magyarország Mátyás király halálakor

Torda vármegyét Erdélyben Szent István király az államalapítás idején a királyi vármegyerendszer kialakításakor hozta létre Tordavár központtal.
Az 1876-os megyerendezés során szűnt meg, amikor felosztották az ekkor létrehozott Maros-Torda és Torda-Aranyos vármegyék között.

## Története
Államalapításkori létrejöttekor területe a későbbi Beszterce-Naszód vármegye területének egy részét is magában foglalta.
Az 1876. XXXIII. törvénycikk a vármegyét megszüntette, területét ketté osztotta. A keleti részből Marosszékkel egyesítve lett Maros-Torda vármegye, a nyugati rész pedig Aranyosszékkel egyesülve Torda-Aranyos vármegyét alkotta.
1870-ben 152.692 lakosa volt, melyből 66.194 (43,4%) görög katolikus, 37.488 (24,6%) ortodox, 29.008 (19%) református, 7.777 (5,1%) római katolikus, 6.131 (4%) evangélikus, 4.293 (2,8%) unitárius, 1.701 (1,1%) izraelita és 100 egyéb vallású volt. 68% román, 27% magyar, 4% német és 1% zsidó nemzetiségű.